# Correos electrónicos de Podesta
En marzo de 2016, la cuenta personal de Gmail de John Podesta, antiguo Jefe de Gabinete de la Casa Blanca y presidente de la campaña presidencial de Hillary Clinton de 2016, se vio comprometida en una violación de datos realizada mediante un ataque de phishing, y un número de sus correos electrónicos fueron pirateados; muchos de ellos estaban relacionados con su trabajo.
Algunos o todos los correos electrónicos de Podesta fueron obtenidos posteriormente por WikiLeaks, que publicó más de 20,000 páginas de sus correos electrónicos, en octubre y noviembre de 2016. Podesta y la campaña de Clinton rehusaron autenticar los correos electrónicos. Los expertos en ciberseguridad entrevistados por PolitiFact creen que la mayoría de los correos electrónicos probablemente no hayan sido alterados. Politifact enfatizó que la campaña de Clinton no presentó evidencia alguna de que algún correo electrónico específico fuese fraudulento. Una investigación posterior de las agencias de inteligencia estadounidenses también informó que los archivos obtenidos por WikiLeaks durante las elecciones estadounidenses no contenían "falsificaciones evidentes".
Los correos electrónicos de Podesta publicados WikiLeaks arrojaron luz sobre el funcionamiento interno de la campaña de Clinton, demostraron que la comentarista de CNN Donna Brazile había compartido preguntas de la audiencia con la campaña de Clinton antes de los debates políticos de CNN, demostraron que ciertos periodistas como Maggie Haberman —entre otros— publicaban "noticias" favorables a Clinton y a Obama, y contenían extractos de los discursos de Hillary Clinton ante empresas de Wall Street.

## Robo de los mensajes
Los investigadores de la firma de ciberseguridad Dell SecureWorks, con sede en Atlanta, informaron que los correos electrónicos se habían obtenido a través de un robo de datos llevado a cabo por el grupo de hackers Fancy Bear.
SecureWorks concluyó que Fancy Bear había enviado a Podesta un correo electrónico el 19 de marzo de 2016 que parecía una alerta de seguridad de Google, pero que en realidad contenía un enlace engañoso — una estrategia conocida como spear-phishing . El enlace  — que utilizaba el servicio de acortamiento de URL Bitly— llevó a Podesta a una página de inicio de sesión falsa donde ingresó sus credenciales de Gmail.     El correo electrónico fue enviado inicialmente al departamento de informática porque se sospechaba que era falso, pero fue descrito como "legítimo" en un correo electrónico enviado por un empleado del departamento, quien luego dijo que quería escribir "ilegítimo".   
SecureWorks había rastreado las actividades de Fancy Bear durante más de un año antes del ciberataque y, en junio de 2016, había informado que el grupo utilizó enlaces maliciosos de Bitly y páginas de inicio de sesión de Google falsas para engañar a los objetivos para que divulgaran sus contraseñas. Sin embargo, los piratas informáticos dejaron públicas algunas de sus cuentas de Bitly, lo que permitió a SecureWorks rastrear muchos de sus enlaces a cuentas de correo electrónico que fueron blanco de ataques de phishing. De esta lista de cuentas atacadas, más de cien eran asesores de políticas de Clinton o miembros de su campaña presidencial, y en junio, veinte miembros del personal habían hecho clic en los enlaces de phishing.

### Presentación de DCLeaks a WikiLeaks
El 15 de septiembre de 2016, la cuenta de X (a la sazón conocida como Twitter) DCLeaks envió un mensaje directo a WikiLeaks sobre un posible envío, diciendo que no habían recibido respuesta en el chat seguro. La cuenta de WikiLeaks respondió "Hola" sin más detalles, pero no recibió respuesta. Ese mismo día, la cuenta de Twitter Guccifer 2.0 envió un mensaje directro a DCLeaks diciendo que WikiLeaks estaba tratando de contactarlos y organizar una conversación a través de un correo electrónico cifrado. El análisis de los metadatos de los correos electrónicos de Podesta muestra una fecha de creación del 19 de septiembre de 2016. El Informe Mueller concluyó que este podría haber sido el momento en que los correos electrónicos fueron transferidos a WikiLeaks.

## Autenticidad
Un informe desclasificado de la Agencia Central de Inteligencia (CIA), el Buró Federal de Investigaciones (FBI) y la Agencia de Seguridad Nacional (NSA) señaló que "Las revelaciones a través de WikiLeaks no contenían ninguna falsificación evidente".  
Los expertos en ciberseguridad entrevistados por PolitiFact creen que la mayoría de los correos electrónicos probablemente no hayan sido alterados.
El experto en ciberseguridad Robert Graham describió el contenido de algunos de los correos electrónicos como auténticos gracias al uso del DomainKeys Identified Mail (DKIM) contenido en las firmas de estos correos electrónicos.  Sin embargo, no todos los correos electrónicos tienen estas claves en su firma, por lo que no se pudieron verificar con este método.

## Publicación
El 7 de octubre de 2016, WikiLeaks comenzó a publicar a diario y por entregas unos 50,000 correos electrónicos de la cuenta de Gmail de Podesta.

## Contenido
Algunos de los correos electrónicos ofrecen una idea del funcionamiento interno de la campaña de Clinton.   Por ejemplo, los correos electrónicos muestran una discusión entre el director de campaña Robby Mook y sus principales asesores sobre posibles temas y lemas de campaña.  Otros correos electrónicos revelaron información sobre los conflictos internos de la Fundación Clinton .  La BBC publicó un artículo que detalla 18 "revelaciones" reveladas a partir de su revisión inicial de los correos electrónicos filtrados, incluyendo extractos de los discursos de Clinton y pagos con motivaciones políticas a la Fundación Clinton.
Uno de los correos electrónicos publicados el 12 de octubre de 2016 incluía la contraseña de la cuenta iCloud de Podesta. Su cuenta de iCloud fue penetrada, y luego su cuenta de X fue comprometida brevemente.   Algunos eran correos electrónicos que Barack Obama y Podesta intercambiaron en 2008.

### Corrupción intrapartidista
En uno de los mensajes, Donna Brazile, a la sazón vicepresidente del Partido Demócrata, y quien había obtenido un plan de campaña de Bernie Sanders, precandidato a la presidencia, lo remite a su contrincante la precandidata Clinton, de su mismo partido.

### Fraude en debates televisivos
La publicación de WikiLeaks incluyó correos electrónicos que mostraban que la empleada de CNN Donna Brazile, compartió preguntas con la campaña de Clinton antes de los debates durante las primarias del DNC.
En octubre de 2016, WikiLeaks publicó el texto de un mensaje electrónico enviado por Donna Brazile el 12 de marzo de 2016 a la directora de comunicaciones de Clinton, Jennifer Palmieri, con el asunto "De vez en cuando recibo preguntas por adelantado". El correo electrónico incluía una pregunta sobre la pena de muerte.
Al día siguiente, Clinton recibió una pregunta similar del presentador del programa Townhall de CNN, Roland Martin. Brazile inicialmente negó haber coordinado con la campaña de Clinton, y un portavoz de CNN dijo que "CNN no compartió ninguna pregunta con Donna Brazile, ni con nadie más, antes del ayuntamiento" y que "nunca, jamás, le hemos dado una pregunta a nadie de antemano". Según CNNMoney, el moderador del debate , Roland Martin, no negó haber compartido preguntas con Brazile.
En otro correo electrónico, Brazile escribió: "Una de las preguntas dirigidas a Hillary mañana es de una mujer con un sarpullido. Su familia tiene envenenamiento por plomo y ella preguntará qué hará Hillary como presidenta, si es que hace algo, para ayudar a la gente de Flint ". En un debate en Flint al día siguiente, una mujer cuyo "hijo había desarrollado un sarpullido por el agua contaminada " le preguntó a Clinton: "Si es elegida presidenta, ¿qué camino tomará para recuperar mi confianza en el gobierno?". 
En un tercer correo electrónico, Brazile agregó: "Enviaré algunos más". 
CNN despidió a Brazile el 14 de octubre de 2016.    Brazile ha negado repetidamente que hubiera recibido con antelación la pregunta sobre la pena de muerte y ha dicho que los documentos publicados por WikiLeaks fueron "alterados".  Sin embargo, acabó por escribir en marzo de 2017: "Mi trabajo era hacer que todos nuestros candidatos demócratas se vieran bien, y trabajé en estrecha colaboración con ambas campañas para que eso sucediera. Pero enviar esos correos electrónicos fue un error del que me arrepentiré por siempre".  

### Sesgo mediático
Los mensajes de Podesta mostraron que algunos periodistas, como Maggie Haberman (hasta ése entonces, de Politico, a los pocos días, del The New York Times), eran de la confianza del Partido Demócrata, y consistentemente publicaban "noticias" en el justo momento que favorecían a la candidata Clinton.  Haberman fue descrita como "periodista amiga," quien "nunca había decepcionado" y quien a través de quien "mejor se podía moldear" la noticia.  Al poco tiempo de que el Partido indujo a Haberman a describir a Clinton como "meticulosa" y "transparente" en su toma de decisiones, Haberman publicó dos reportajes sobre ello en el The New York Times. Ezra Klein, de Vox, fue calificado como el más confiable vocero. En general, la estrategia del partido era sembrar noticias en los medios empleando periodistas aliados; empero, otras estrategias, como una llamada al editor y propietario del The New York Times por parte del alcalde demócrata de Nueva York, también fue exitoso, al cambiar "moderadamente la cobertura" de la campaña de Clinton.
Otros periodistas quienes avisaron al Partido sobre lo que iban a publicar, u ofrecieron ayuda, o prometieron "defender" a nominados por Obama fueron Ezra Klein de Vox, John Harwood de CNBC y del New York Times, Juliet Eilperin del  Washington Post, Rebecca Quick de CNBC, Mark Leibovich del New York Times Magazine, Marc Ambinder de The Atlantic, Glenn Thrush y Ken Vogel y Mike Allen de Politico, así como un "amigable" en Prensa Asociada.

### Actividades para influenciar al catolicismo
En 2012, Sandy Newman le escribió a Podesta: "No he pensado en absoluto en cómo se 'plantarían las semillas de la revolución', o quién las plantaría". Podesta estuvo de acuerdo en que era necesario hacer lo que Newman sugirió y le respondió para señalar que habían creado grupos como Católicos en Alianza por el Bien Común y Católicos Unidos para impulsar un enfoque más progresista de la fe; el cambio "tendría que ser de abajo hacia arriba".
Raymond Arroyo respondió: "Parece como si estuvieran creando organizaciones para cambiar las creencias fundamentales de la iglesia", dijo. "No sé cómo alguien podría aceptar que alguien venga y diga: 'Tengo una organización política para cambiar su iglesia y completar mi agenda política o hacer avanzar mi agenda'".  El profesor Robert P. George agregó que "estos grupos son operaciones políticas construidas para hacerse pasar por organizaciones dedicadas a la fe católica". 
La filtración reveló un correo electrónico enviado por John Halpin, investigador principal del Centro para el Progreso Americano . El correo electrónico abordaba la decisión del magnate de los medios conservadores Rupert Murdoch de criar a sus hijos en la Iglesia Católica.  Escribió: "Muchos de los elementos más poderosos del movimiento conservador son todos católicos (muchos conversos)... Es una bastardización asombrosa de la fe. Deben sentirse atraídos por el pensamiento sistemático y las relaciones de género severamente retrógradas y deben ignorar por completo la democracia cristiana".  La directora de comunicaciones de Clinton, Jennifer Palmieri, respondió: "Me imagino que piensan que es la religión más socialmente aceptable y políticamente conservadora; sus amigos ricos no entenderían si se volvieran evangélicos".  Los partidarios y miembros de la campaña de Donald Trump dijeron que el intercambio de correos electrónicos era una prueba del sentimiento anticatólico en el Partido Demócrata.
Halpin confirmó que había escrito el correo electrónico, aunque refutó las afirmaciones de que era "anticatólico" y dijo que fue sacado de contexto. 

### Los discursos de Clinton en Wall Street
WikiLeaks publicó transcripciones de tres discursos de Clinton en Goldman Sachs y un documento interno de campaña de 80 páginas que cataloga partes potencialmente problemáticas de más de 50 discursos pagados.     Durante la campaña de las primarias demócratas, Bernie Sanders había criticado a Hillary Clinton por negarse a publicar las transcripciones de los discursos pronunciados ante empresas financieras, presentándola como demasiado cercana a Wall Street.  Donald Trump se había sumado a las críticas de Sanders: "Me gustaría ver lo que decían los discursos. Ella no quiere publicarlos. Publica los documentos, Hillary, publica esos documentos".
El personal de Clinton había caracterizados los comentarios de Clinton sobre la regulación de Wall Street, así como su relación con la industria, como potencialmente problemáticos. 
Los extractos aparecieron en los dos debates presidenciales posteriores entre Clinton y Trump. En uno de los debates, la moderadora Martha Raddatz citó un extracto que decía que los políticos "necesitan una posición tanto pública como privada" y le preguntó a Clinton si estaba bien que los políticos tuvieran "dos caras".   En el tercer debate presidencial, el moderador Chris Wallace citó un extracto del discurso en el que Clinton dice: "Mi sueño es un mercado común hemisférico con libre comercio y fronteras abiertas", y le preguntó si estaba a favor de las fronteras abiertas(fronteras abiertas permite a las personas desplazarse de cualquier país a otro sin controles migratorios, sin límite alguno).

## Reacciones
En un artículo de opinión para The Intercept, James Risen criticó a los medios por su cobertura de los correos electrónicos, argumentando que la penetración de los correos electrónicos era una historia más importante que el contenido de los correos electrónicos en sí.  Thomas Frank, escribiendo en una columna editorial para The Guardian, argumentó que los correos electrónicos brindaban "una visión sin precedentes del funcionamiento de la élite y de cómo se cuida a sí misma".